# PIKA☆NCHI 生活艱難但是快樂
『PIKA☆NCHI 生活艱難但是快樂』（ピカ☆ンチ LIFE IS HARDだけどHAPPY）為2002年10月18日上映的日本電影，日本組合嵐全員初登大銀幕之作，本作是「PIKA☆NCHI」系列的第一集。
故事圍繞東京八鹽社區，五個高中生的戀愛、家庭及學校的生活，以V6成員井之原快彦的少年往事作藍本。
續集《PIKA☆☆NCHI 生活艱難所以快樂》於3年後上映。

## 演員
岡野瞬 - 相葉雅紀
於八鹽社區第5座居住，有一個職業為DJ的父親，第三次在原宿成功交到女友，並訂下目標考入「青山學院大學」。
二葉廉太郎 - 松本潤
於八鹽社區第33座居住，一天，父親決定讓廉太郎出外留學，誰知只是到同區的越南人家庭寄宿及學煮越南菜。
恩田琢磨 - 二宮和也
於八鹽社區第12座，俗稱貧民區居住，父親因欠下巨債及有外遇，母親因而離家出走，剩下父子二人相依為命。本身喜愛玩滑板。
貴田春彦 - 大野智
與瞬一樣，於八鹽社區第5座居住，因為經常被母親發現偷偷收藏的色情片，及看到有人跳樓自殺，被譽為最倒霉的人。一心追求新鄰居優香，最後竟與優香的母親一起。
鴨川忠 - 櫻井翔
於八鹽社區第9座居住，為暴走族「鮫洲一家」的成員，因心儀的女生被老師騷擾，用電單車追趕老師而被踢出校，為五人之中唯一沒有高中畢業的人。
鴨川かごめ - 井之原快彦
鴨川忠的哥哥，鮫洲一家隊長。
岡野勝幸 - 山崎一
岡野瞬的父親，職業為DJ。
橘みく - 伴杏里
岡野瞬的女友。組合猿岩石的狂熱粉絲。
高野君江：秋山菜津子
優香的母親，與春彦發展出一段不倫之戀。

## 歌曲
- 主題曲： 嵐「PIKA☆NCHI」
- 插曲：嵐「道」